# ابن حجر الهيتمي
أحمد بن محمد بن علي بن حجر الهيتمي (909 - 974 هـ) فقيه شافعي ومحدِّث ومؤرخ ومتكلم، اشتهر بمصنفاته في الفقه الشافعي، مثل: الفتاوى الكبرى الفقهية، وتحفة المحتاج بشرح المنهاج، الذي يعد من أمهات كتب الفقه في المذهب الشافعي، وعليه المعتمد في الإفتاء في كثير من البلاد الإسلامية.
يقول الشيخ علوي بن أحمد السقاف الشافعي في كتابه «مختصر الفوائد المكية»: «وذهب علماء حضرموت، والشام، والأكراد، وداغستان، وأكثر اليمن، والحجاز: إلى أن المعتمد ما قاله الشيخ ابن حجر في كتبه، بل في «تحفته»؛ لما فيها من إحاطة نصوص الإمام، مع مزيد تتبع المؤلف فيها، ولقراءة المحققين لها عليه، الذين لا يُحصون كثرة».

## اسمه ونسبه
اسمه الكامل هو: شهاب الدّين أبو العبّاس أحمد بن محمد بن محمد بن علي بن حجر الهيتمي السّعدي الأنصاري الشافعي؛ لُقب بابن حجر نسبة إلى جدّ من أجداده، كان ملازماً للصمت لا يتكلم إلا عن ضرورة أو حاجة، فشبّه بالحجر، يقول عبد القادر العيدروس: وَقد اشْتهر بِهَذَا اللقب أَيْضا شيخ الْإِسْلَام ابن حجر العسقلاني، وَكَاد صَاحب التَّرْجَمَة يُشبههُ فِي فنه الَّذِي أشهر بِهِ وَهُوَ الحَدِيث، مَعَ مَا منحه الله بِهِ من الزِّيَادَة عَلَيْهِ من علم الْفِقْه الَّذِي لم يشْتَهر بِهِ الْحَافِظ الْعَسْقَلَانِي هَذَا الاشتهار، كَيفَ وَهُوَ سميه فأشبهه اسْماً ووصفاً، وزادته نِسْبَةٌ إِلَى جوَار الْحرم الشريف شرفاً، وَقد كنت نثرت فِيهِ قَدِيماً مُشِيراً إِلَى هَذَا الِاسْم الشريف فَقلت: ابْن حجر فِي الْبشر كالياقوت فِي الْحجر، يشاركها فِي الِاسْم ويفارقها فِي الرَّسْم.
والهيتمي نِسْبَةً إِلَى محلّة أبي الهيتم من إقليم الغربية بِمصْر، وَالسَّعْدِي نِسْبَةً إِلَى «بني سعد» من عرب إقليم الشرقية بمصر أَيْضاً. ومسكنه بالشرقية لَكِن انْتقل إِلَى محلّة أبي الهيتم في الغربية.

## سيرته

### مولده ونشأته
ولد في رجب سنة تسع وتسعمائة (909 هـ)، وقيل سنة إحدى عشرة وتسعمائة (911 هـ)، في محلّة أبي الهيتم من إقليم الغربية بمصر المنسوب إليها، ومات أبوه وهو صغير، فكفله الإمامان شمس الدّين بن أبي الحمائل، وشمس الدّين الشّنّاوي، ثم إن الشمس الشّنّاوي نقله من محلّة أبي الهيتم إلى مقام أحمد البدوي، فقرأ هناك في مبادئ العلوم، ثم نقله في سنة أربع وعشرين (924هـ) إلى جامع الأزهر، فأخذ عن علماء مصر، وكان قد حفظ القرآن العظيم في صغره.
وممن أخذ عنه: شيخ الإسلام القاضي زكريا الأنصاري، والشيخ عبد الحق السنباطي، والشمس المشهدي، والشمس السّمهودي، والأمين الغمري، والشّهاب الرّملي، والطبلاوي، وأبو الحسن البكري، والشمس اللقاني الضيروطي، والشّهاب بن النّجار الحنبلي، والشّهاب بن الصائغ في آخرين. وأُذن له بالإفتاء والتدريس وعمره دون العشرين، وبرع في علوم كثيرة من التفسير، والحديث، والكلام، والفقه أصولاً وفروعاً، والفرائض، والحساب، والنحو، والصرف، والمعاني، والبيان، والمنطق، والتصوف. ومن محفوظاته في الفقه «المنهاج» للنووي، ومقروءاته لا يمكن حصرها، وأما إجازات المشايخ له فكثيرة جداً استوعبها في «معجم مشايخه».

### قدومه إلى مكة
قدم ابن حجر إلى مكة في آخر سنة ثلاث وثلاثين (933هـ)، فحجّ وجاور بها، ثم عاد إلى مصر، ثم حجّ بعياله في آخر سنة سبع وثلاثين (937هـ)، ثم حجّ سنة أربعين (940هـ)، وجاور من ذلك الوقت بمكة، وأقام بها يدرّس ويفتي ويؤلّف، إِلَى أَن توفّي، فَكَانَت مُدَّةَ إقامته بهَا ثَلَاثٌ وَثَلَاثُونَ سنة. وأخذ عنه من لا يحصى كثرة، وازدحم الناس على الأخذ عنه وافتخروا بالانتساب إليه.
قال ابن حجر فِي مُعْجم مشايخه:

## فضله وثناء العلماء عليه
قال ابن العماد الحنبلي: «الإمام العلّامة البحر الزاخر».
وقال: «وبالجملة فقد كان شيخ الإسلام خاتمة العلماء الأعلام، بحراً لا تكدره الدّلاء، إمام الحرمين كما أجمع عليه الملأ، كوكباً سيّاراً في منهاج سماء الساري، يهتدي به المهتدون تحقيقاً لقوله تعالى: {وَبِالنَّجْمِ هُمْ يَهْتَدُونَ}، واحد العصر، وثاني القطر، وثالث الشمس والبدر، أقسمت المشكلات ألا تتضح إلّا لديه، وأكدت المعضلات أليتها أن لا تنجلي إلا عليه، لا سيما وفي الحجاز عليها قد حجر، ولا عجب فإنه المسمى بابن حجر».
وقال عبد القادر العيدروس: «الشَّيْخ الإِمَام، شيخ الْإِسْلَام، خَاتِمَة أهل الْفتيا والتدريس، ناشر عُلُوم الإِمَام مُحَمَّد بن إِدْرِيس... وَكَانَ بحراً فِي علم الفقه وتحقيقه لَا تكدره الدلاء، وَإِمَام الْحَرَمَيْنِ كَمَا أجمع على ذَلِك العارفون، وانعقدت عَلَيْهِ خناصر الملأ، إِمَام اقتدت بِهِ الْأَئِمَّة، وَهَمَّام صَار فِي إقليم الْحجاز أمة، مصنفاته فِي الْعَصْر آيَة يَعجز عَن الاتيان بِمِثْلِهَا المعاصرون».
وقال شهاب الدين الخفاجي: «العلامة شِهاب الدين أحمد بن حَجَر الهيْتَمي، نزيلُ مكَّة شرَّفها الله، علامة الدَّهر خصوصا الحِجاز، فإذا نُشِرت حُلَل الفضل فهو طِراز الطّراز. فكم حَجَّت وفودُ الفُضلاء لكَعْبته، وتوجَّهتْ وُجوُه الطَّلب إلى قِبْلته، إنْ حّدث عن الفقْهِ والحديث، لم تتَقرَّط الآذانُ بمثل أخباره في القديم والحديث، فهو العَلْياء والسَّنَد، ومن تَفُكُّ سِهامُ أفكارِه الزَّرَد... ولود اللَّيالي عن مثلِه عَقيم، ودِرْياق نَفثات طبعِه السَّليم شِفاء كلّ سَقيم، نُشِرتْ على الدنيا خِلَعُ الفرَح، وتزيَّنتْ ببديع صفاتِه المِدَح، أقلامُ فَتاواه مفاتيحُ ما أرْتج من المسائل المُشْكلة، والعلمُ بابٌ مُقْفلٌ مفتاحهُ المسألة. وهو مِن أجلّ مشايخِ والدي، الذي ورِثْتُ من علِمه طَرِيفي والدِي. رحمه الله تعالى».
وللشيخ عبد الْعَزِيز بن عَليّ الزمزمي الْمَكِّيّ فِيهِ شعر:
وللفَقِيه أَحْمد بن الْفَقِيه الصَّالح مُحَمَّد أَبَا جَابر:

## شيوخه
- زكريا الأنصاري.
- الشيخ عبد الحق السنباطي.
- الشمس المشهدي.
- الشمس السمهودي.
- الأمين الغمري.
- شهاب الدين الرملي.
- الطبلاوي.
- أبو الحسن البكري.
- الشمس اللقاني الضيروطي.
- الشهاب بن النجار الحنبلي.
- الشهاب بن الصائغ.

## مؤلفاته

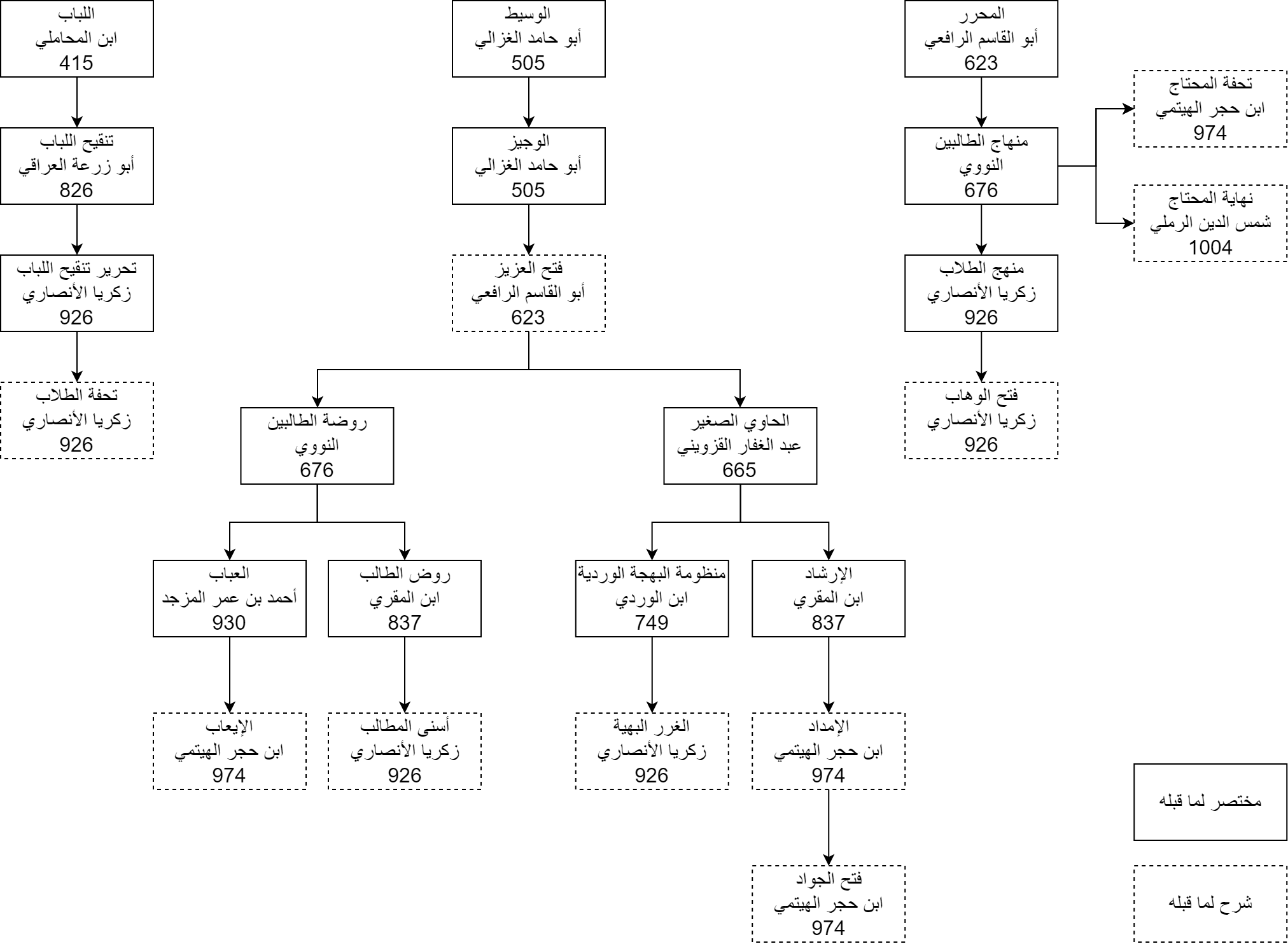
شجرة بأهم كتب الشافعية مع اسم المؤلف وسنة وفاته، وتظهر فيها بعض كتب ابن حجر الهيتمي

برع ابن حجر في علوم كثيرة من: التفسير والحديث والكلام والفقه أصولاً وفروعاً، والفرائض والحساب والنحو والصرف والمعاني والبيان والمنطق والتصوف، وكانت له مساهمات كبيرة في تدريس هذه العلوم وإقرائها وإفادتها، وحل عويصها ومشكلها، بل والتصنيف الواسع في بعضها كالفقه والحديث والسيرة والتاريخ، وقد اشتهرت هذه التصانيف بين الأئمة والعلماء من أهل المذهب وغيرهم، وكانت محل رضى وقبول قديماً وحديثاً، ما يزالون يفيدون منها الشيء الكثير؛ لما كان يبديه فيها من الأبحاث الغريبة الدقيقة المتقنة، والأساليب المحررة، مع تحقيق ما قد يُشكِل من العبارات والمسائل، كل ذلك بتوسع واستيفاء وحُسن عبارة وعَرض، حتى كثر مدح العلماء لها وثناؤهم عليها.
قال شهاب الدين الخفاجي: «تآليفه غرر منيرات، أضاءت في دُهم المشكلات، فكم أغنى بتحف أفكاره محتاجاً، وأوضح للإرشاد منهاجاً، وكف المبتدعة بالصواعق والزواجر، وفاق بأقواله المعتمدة الأول والآخر». وفي كلامه هذا إشارة إلى بعض تآليف ابن حجر؛ تحفة المحتاج، وشرحيه على الإرشاد، وكف الرعاع، والصواعق المحرقة، والزواجر عن اقتراف الكبائر.
وقال تلميذه باعمرو: «وكفى بأبحاثه الجمة، وتوليدات أفكاره المهمة، كرامات وخوارق عادات، وقد صرح الإمام البلقيني بأنها أعظم من كرامات الصوفي، لأنها تدوم ويتعدد نفعها بخلاف تلك». وقال شمس الدين ابن الغزي: «صاحب المؤلفات الكثيرة المتقنة الحافلة».
| في الفقه: - إتحاف أهل الإسلام بخصوصيات الصيام. - الإتحاف ببيان أحكام إجارة الأوقاف. - الإعلام بقواطع الإسلام. - الإفادة لما جاء في المرض والعيادة. - الإمداد بشرح الإرشاد. - فتح الجواد بشرح الإرشاد. - إيضاح الأحكام لما يأخذه العمال والحكام. - الإيضاح والبيان لما جاء في ليلتي الرغائب والنصف من شعبان. - الإيعاب شرح العُباب. - تحرير المقال في آداب وأحكام وفوائد يحتاج إليها مؤدبو الأطفال. - تحفة الزوار إلى قبر النبي المختار. - تحفة المحتاج بشرح المنهاج. - تنبيه الأخيار على معضلات وقعت في كتابي الوظائف وأذكار الأذكار. - الجوهر المنظم في زيارة القبر المكرم. - حاشية على شرح الإيضاح في مناسك الحج للنووي. - در الغمامة في در الطيلسان والعذبة والعمامة. - قرة العين ببيان أن التبرع لا يبطله الدَّين. - كف الرعاع عن محرمات اللهو والسماع. - المناهل العذبة في إصلاح ما وَهى من الكعبة. - المنهج القويم بشرح مسائل التعليم. - الفتاوى الحديثية. | في الحديث: - الأربعون العدلية (الأربعون حديثاً في العدل). - الإفصاح عن أحاديث النكاح. - إلصاق عوار الهَوَس بمن لم يَفهم الاضطراب في حديث البسملة عن أنس. - فتح الإله في شرح المشكاة. - الفتح المبين بشرح الأربعين. في العقيدة: - الصواعق المحرقة في الرد على أهل البدع والزندقة. - القول المختصر في علامات المهدي المنتظر. في التصوف والتزكية: - أسنى المطالب في صلة الأقارب. - الدر المنضود في الصلاة والسلام على صاحب المقام المحمود. - الزواجر عن اقتراف الكبائر. - ردع أهل الضلالة والهوى عن الاعتراض على الاستغفار من السِّوى. - تطهير العيبة من دنس الغيبة. | في السيرة والتاريخ: - أشرف الوسائل إلى فهم الشمائل. - تحفة الأخبار في مولد المختار (مولد ابن حجر). - تطهير الجنان واللسان عن ثلب معاوية بن أبي سفيان. - الخيرات الحسان في مناقب الإمام الأعظم أبي حنيفة النعمان. - العمدة في شرح البردة. - مبلغ الأرب في فخر العرب. - معدن اليواقيت الملتمعة في مناقب الأئمة الأربعة. - المنح المكية في شرح الهمزية. - النعمة الكبرى على العالم بمولد سيد ولد آدم. |

## وفاته
توفي ابن حجر الهيتمي في مكة المكرمة، ودفن في مقبرة المعلاة في تربة الطبريين، واختُلف في سنة وفاته، فقيل في رجب سنة 974 هـ، وقيل في رجب سنة 974هـ.
وقال نجم الدين الغزي: «وكانت وفاته بمكة سنة ثلاث وسبعين وتسعمائة، ومما اتفق أنه أُشيع موته بدمشق في سنة إحدى وسبعين (971هـ)، فصُلي عليه بها غائبة، وعلى محمد أفندي ابن المفتي أبي السعود المتوفى بحلب في يوم الجمعة خامس عشري شعبان منها، ثم بُيِّنَ بعد ذلك أن ابن حجر حي، ثم ورد الخبر إلى دمشق بموته، وموت السيد عبد الرحيم العباسي البيروتي في ثاني عشري شوال سنة أربع وسبعين، فصلي عليهما معاً غائبة في يوم الجمعة سادس شوال بالأموي رحمه الله تعالى».